# Karel Stankuš
Karel Stankuš (5. srpna 1897 Lazy – 24. května 1983 Janov) byl český lékař, malíř a sochař. V oboru lékařství také publicista.

## Životopis
Narodil se v Lazech u Orlové. Na začátku první světové války v roce 1914 byl jako gymnazista v Orlové za vylepování proruských plakátů odsouzen k trestu smrti. Jako nezletilému mu byl trest prominut a jako politicky nespolehlivý byl odveden do rakousko-uherské armády, kde se zúčastnil bojů na východní frontě v Haliči. V polovině ledna roku 1918 se mu přes zamrzlou řeku Styr podařilo přeběhnout do města Berestečko, kde padl do ruského zajetí, v němž zůstal jen několik dní. Na konci ledna 1918 se v Kyjevě setkal s Tomášem Garriguem Masarykem a v červnu 1918 se přihlásil do Československých legií v Rusku. Jako příslušník 8. střeleckého pluku se v hodnosti vojína zúčastnil v letech 1918-1919 bojů legionářů na Transsibiřské magistrále. V lednu 1920 odplul při stahování legií z Vladivostoku, do nově vzniklého Československa se vrátil počátkem února 1920.
Po válce zvažoval studium malířství, protože se celý život malováním a také sochařením zabýval. Rozhodl se pro studium na Lékařské fakultě Univerzity Karlovy v Praze, kde promoval 31. ledna 1925. Pracoval na porodnickém oddělení v Brně na Obilném trhu. Po odchodu z kliniky ve 30. letech 20. století až do začátku druhé světové války vykonával soukromou porodnickou a gynekologickou praxi v Orlové a během války pak v Ostravě na Kuřím rynku. Byl prvorepublikovým členem řádu Svobodných zednářů (lóže Most Brno).
Po záboru druhé republiky nacistickým Německem a po vyhlášení Protektorátu Čechy a Morava se v březnu 1939 zúčastnil protinacistického odboje. Do emigrace pomohl Vojtovi Benešovi, bratrovi Edvarda Beneše. V roce 1942 v době heydrichiády, po várování odjel ke svému bratranci do Plumlova u Prostějova, kde se skrýval až do konce války.
Na konci dubna 1945 se vrátil do Opavy, kde byl pověřen vedením porodnicko-gynekologického oddělení v rámci poválečné obnovy nemocnice v Opavě. Primariát vykonával až do roku 1955, kdy se stal krajským primářem porodnicko-gynekologického oddělení Krajské nemocnice v Ostravě-Zábřehu. Zasloužil se o koncepci preventivního zaměření oboru. Spolupracoval několik let s Ludvíkem Havláskem na přípravě atlasu gynekologické operativy, ale v roce 1964 Ludvík Havlásek zemřel a dílo nebylo dokončeno. Po pražském jaru 1968 musel na počátku 70. let odstoupit a byl penzionován.

### Rodinný život
Z prvního manželství s učitelkou Marií, roz. Holaňovou, která zemřela při dopravní nehodě v roce 1946, měl syna Karla Stankuše (1926-1975), který pracoval jako primář gynekologie v Bruntále. Po osmi letech pak uzavřel druhý sňatek s lékárnicí Vlastou, rozenou Přerovskou (1925-1993), s níž měl druhého syna Petra Stankuše (1954), který pracuje jako mikrobiolog.
Zemřel v roce 1983. Je pohřben v Janově, kde přes třicet let trávil volný čas.